# Мирослав Павловић
За остале употребе, погледајте Мирослав Павловић (вишезначна одредница).
Мирослав Павловић (Ужичка Пожега, 15. октобар 1942 — Београд, 19. јануар 2004) био је југословенски фудбалер и репрезентативац.

## Биографија
Са 16 година постао је првотимац Слоге у родној Ужичкој Пожеги и истакао се као нападач-голгетер. Каријеру наставља у Слободи из Титовог Ужица (1963.-1967), а највеће успехе постигао је у дресу београдске Црвене звезде за коју је од 14. маја 1967. па до 14. маја 1974. одиграо 400 утакмица (од тога 201 првенствене) и постигао три гола.
У дресу „црвено-белих“, играо је у време кад је Црвена звезда доминирала у југословенском фудбалу и освојила највише трофеја: 1967/68., 1968/69, 1969/70., и 1972/73. године био је стандардни члан екипе која је освајала првенство Југославије, а 1968. 1970. и 1971. и Куп Југославије у фудбалу.
Играо је на месту крилног халфа, био је поуздан играч - увек неуморан, примерно борбен, неустрашив и упоран. Само после једне сезоне играња за Црвену звезду, постао је и репрезентативац, одигравши у периоду од 1968. до 1974. 46 утакмица за репрезентацију, за коју је постигао и два гола.
Дебитовао је у полуфиналу Европског првенства 1968 5. јуна 1968. против Енглеске (1:0) у Фиренци и почео акцију из које је постигнут једини гол (Драган Џајић), а последњу утакмицу у дресу са државним грбом одиграо је 3. јула 1974. против Шведске (1:2) у Диселдорфу, на Светском првенству 1974. у Западној Немачкој.
У 52 узастопне утакмице репрезентације изостао је из екипе само шест пута.
Добио је и велико међународно признање кад је 31. октобра 1973. позван да у Барселони игра у селекцији Европе против Јужне Америке.
После Светског првенства 1974, каријеру је наставио у Белгији где је играо за ФК Diest, а 1977. је у два маха играо у америчкој професионалној лиги у Сан Хозеу, (San Jose Earthquakes) где је и завршио каријеру.
Последњих година био је директор омладинске школе најтрофејнијег фудбалског клуба у земљи Црвеној звезди.
Умро је 19. јануара 2004. године у 62. години, а сахрањен је на Топчидерском гробљу у Београду.